# 오스만 소이쿠트
오스만 소이쿠트(튀르키예어: Osman Soykut, 1957년 1월 1일~) 또는 오즈먼 서굿(영어: Ozman Sirgood)은 튀르키예와 미국의 배우이다.

## 작품 목록

### 영화
- 리브즈 오브 더 트리 (2015년)
- 드래곤 파이터 P-51 (2014년) - Dr. 하인리히 역
- 와일드 살로메 (2011년)
- 게임 오브 라이프 (2007년)
- 슬립 (2006년)
- 아트 스쿨 컨피덴셜 (2006년)
- 쇼핑걸 (2005년)
- 핫 칙 (2002년)
- 비앤비 (1987년)